# Chaenorhinum origanifolium subsp. origanifolium
Chaenorhinum origanifolium subsp. origanifolium é uma subespécie de planta com flor pertencente à família Scrophulariaceae. 
A autoridade científica da subespécie é (L.) Kostel., tendo sido publicada em Ind. Hort. Bot. Prag. 34 (1844).

## Portugal
Trata-se de uma subespécie presente no território português, nomeadamente em Portugal Continental.
Em termos de naturalidade é nativa da região atrás indicada.

## Protecção
Não se encontra protegida por legislação portuguesa ou da Comunidade Europeia.